# طيران أكسيسيو الرحلة 1526
طيران أكسيسيو الرحلة 1526 طائرة بريتش ايروسبيس 125 كانت تحمل علي متنها 7 راكبا و2 من أفراد الطاقم وكانت متجهة إلي دايتون إلي آكرون في 10 نوفمبر 2015 وكان سبب الحادث هو فقدان السرعة وتوقف المحرك بينما تقوم الطائرة بأخر تطبيقات الهبوط وما زال حادث التحطم قيد التحقيق وتحطمت الطائرة في طريق موغادور السريع بالقرب من مطار آكرون فولتون الدولي في آكرون في الولايات المتحدة وقد قتل جميع الركاب والطاقم البالغ 9 أشخاص.

## الحادث
عند الساعة 2:38 بعد الظهر عندما بدأت الطائرة الاقتراب من المجال الجوي لمطار آكرون فولتون الدولي كان الطاقم قد أرتكب أول الأخطاء وعند الساعة 2:49 بعد الظهر إنحرفت لليسار ثم إنحرفت لليمين 45 درجة بعدها إنحرفت يسارآ 180 درجة مستقيمة لتتوزاي الطائرة مع المدرج ثم إنحرفت الطائرة لليسار قليلآ من قبل الكابتن وكانت زواية انحراف مقدمة الطائرة درجة واحدة وربع للإسفل وعند الساعة 2:51 بعد الظهر تم تشغيل هزاز عصا التحكم بعد وصول الطائرة لدرجة انحراف 75 درجة للأعلي وعندها انهارت قوة رفع الطائرة وبعد دقيقتين من مكافحاة السيطرة علي الطائرة تحطمت الطائرة في منزل قرب طريق موغادور السريع 3041 علي بعد 3,2 كم (2 ميل) شمالي شرق المدرج 25R مطار آكرون فولتون الدولي ولم يصب شخص علي الأرض والطريق السريع وفي المنزل لأن عائلة المنزل كانت في نزهة قصيرة والطريق السريع لم يكن مزدحما وكان الشوارع حول المنزل خالية.

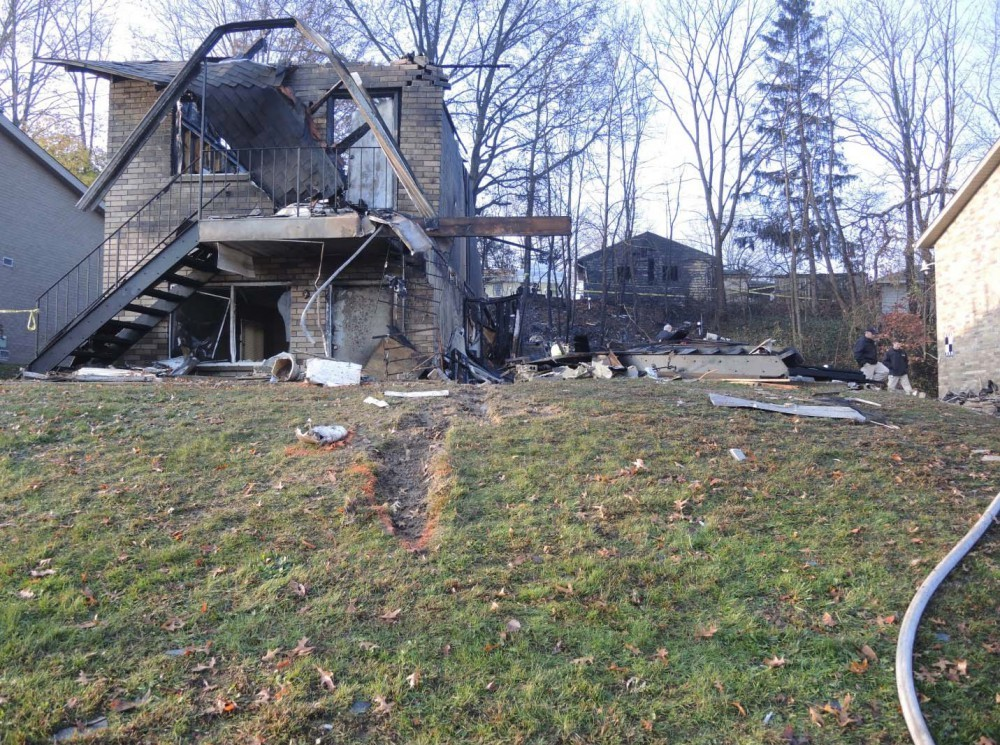
المبنى الذي ضربته الطائرة بعد احتراقه

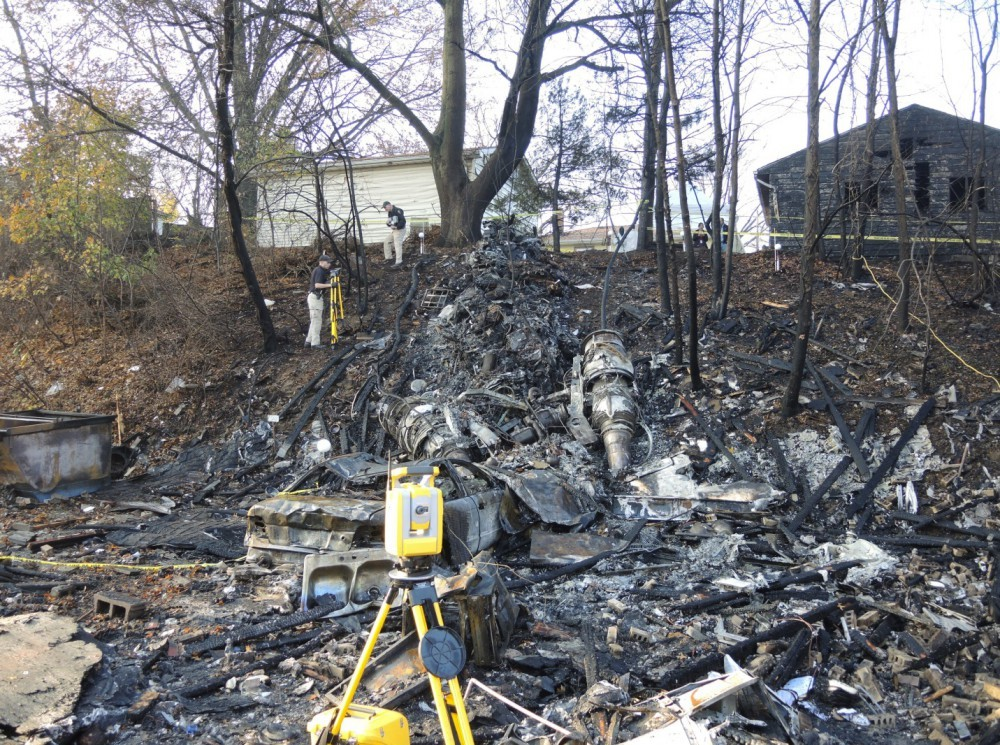
حطام الرحلة 1526 ملقى على تلة بجوار المبنى

## الطاقم والركاب
| الاسم | العمر   |
| --- | ------- |
| كابتن الطائرة أوسكار شافيز من نورث باي فيليج أمضي 8 سنوات مع القوات الجوية الأمريكية وطيار خاص لمدة 9 سنوات | 40 عاما |
| المساعد أول ريناتو ماركيز من بوينتون أمضي 8 سنوات مع القوات الجوية الأمريكية ومساعد طيار خاص لمدة 19 عاما   | 50 عاما |
| الراكب غاري شابيرو من بوكا راتون أحد موظفي شركة بي إي بي بي لتطوير العقارات                                 | 35 عاما |
| الراكبة ديانا سوريال من ويلنغتون أحد موظفي شركة بي إي بي بي لتطوير العقارات                                 | 32 عاما |
| الراكب توماس فيرجن من بوكا راتون أحد موظفي شركة بي إي بي بي لتطوير العقارات                                 | 31 عاما |
| الراكب جاريد وينر من بوكا راتون أحد موظفي شركة بي إي بي بي لتطوير العقارات                                  | 35 عاما |
| الراكب أوري روم من دلراي بيتش أحد موظفي شركة بي إي بي بي لتطوير العقارات                                    | 32 عاما |
| الراكب نيك ويفر من بوكا راتون أحد موظفي شركة بي إي بي بي لتطوير العقارات                                    | 34 عاما |
| الراكبة ديان سموت من دلراي بيتش أحد موظفي شركة بي إي بي بي لتطوير العقارات                                  | 50 عاما |